# Margret Kreidl
Margret Kreidl (ur. 2 stycznia 1964 w Salzburgu) – austriacka pisarka, autorka wielu sztuk teatralnych, słuchowisk radiowych, wierszy, librett oraz utworów prozatorskich. Jej utwory były tłumaczone m.in. na francuski, bułgarski i słoweński.

## Życiorys
Wychowała się na terenie powiatu Salzburg Flachgau, zaś w latach 1983–1996 zamieszkiwała w Garzu. Obecnie mieszka w czwartej dzielnicy Wiednia. W 2003 roku przebywała jako Writer in Residence w Allegheny College (Meadville, Pensylwania), a latem 2018 roku w szwajcarskim Bodmanhaus (Gottlieben, kanton Turgowia).

## Nagrody
- Reinhard-Priessnitz-Preis (1994)
- Literaturförderungspreis der Stadt Graz (1996)
- Förderungspreis der Stadt Wien (2000)
- Siemens-Förderpreis (2001)
- Outstanding Artist Award für Literatur (2018)

## Twórczość
W utworach Kreidl krytycy doceniają przede wszystkim przekraczanie granic między gatunkami oraz zręczność w posługiwaniu się językiem. Autorka preferuje drobne formy, w których stara się zawrzeć możliwie wiele treści i kontekstów. Często sięga przy tym po konteksty filozoficzne, bądź wręcz przeciwnie, pozostaje czujną obserwatorką codziennej rzeczywistości. Inspiruje się twórczością takich pisarek, jak Ilse Aichinger, Clarice Lispector czy Helga M. Novak.

### Sztuki teatralne
- Asilomar (1990)
- Auf die Plätze (1992)
- Damen.Kontakte (1993)
- Unter Wasser. Fünf Akte (1994, 1995,1998)
- Dankbare Frauen (1997)
- Stilleben mit Wurmloch (1999)
- Auf gut Deutsch (2001)
- Schneewittchen und die Stahlkocher (2004)
- Jedem das Seine (2006)

### Książki
- Meine Stimme (1995)
- Ich bin eine Königin (1996)
- In allen Einzelheiten (1998)
- Süße Büsche (1999)
- Grinshorn und Wespenmaler (2001)
- Laute Paare (2002)
- Mitten ins Herz (2005)
- Eine Schwalbe falten (2009)
- Einfache Erklärung. Alphabet der Träume (2014)
- Zitat, Zikade. Zu den Sätzen. (2017)

### Słuchowiska
- Halbe Halbe (1993, ORF 1)
- Meine Stimme (1994, ORF 1)
- Reiten (1996, ORF 1)
- Auf der Couch (1998, ORF 1)
- Privatprogramm (2000, ORF 1)
- Heimatkunde (2002, ORF 1)
- Spuren, Schwärme (2003, ORF 1)
- Wir müssen reden (2004, ORF 1)
- Von Herzen, mit Schmerzen (2006, ORF 1)